# María Granatto
Pour les articles homonymes, voir Granatto.
María José Granatto née le 21 avril 1995 à La Plata, est une joueuse argentine de hockey sur gazon qui joue comme attaquant pour le club argentin Club Santa Barbara et l'équipe nationale argentine.
Elle faisait partie de l'équipe argentine aux Jeux olympiques d'été de 2016 à Rio de Janeiro et a remporté la médaille d'argent aux Jeux olympiques d'été de 2020.

## Carrière
Elle a remporté une médaille d'or aux Jeux panaméricains de 2019. Au niveau du club, elle joue pour le Club Santa Bárbara en Argentine. Aux Hockey Stars Awards 2016 et 2017, elle a remporté le prix de la meilleure joueuse de hockey sur gazon de l'année, meilleure jeune joueuse de l'année.